# Il rimpianto di te
Il rimpianto di te è un singolo del cantautore italiano Giò Sada (accreditato come Giosada), l'unico estratto dall'EP Giosada e pubblicato il 4 dicembre 2015, in radio e negli store digitali.

## Il brano
Il brano, inizialmente intitolato Fermo e restante, è stato scritto da Giò Sada prima della sua partecipazione a X Factor. Con la collaborazione al testo di Pacifico e Alberto Tafuri, e la produzione di Antonio Filippelli e Fabrizio Ferraguzzo, il brano è stato reintitolato Il rimpianto di te. È una ballad rock pop che racconta l'amore per la propria terra natia e le sensazioni che si provano quando si è costretti a lasciarla.
A marzo 2016 il singolo è stato certificato disco d'oro.
Il brano è stato inserito anche in Volando al contrario, album di debutto di Giò Sada, in una versione acustica piano e voce, con l'accompagnamento di Ernesto Vitolo.

## Video musicale
Il videoclip, pubblicato sul canale Vevo del cantante il 24 dicembre 2015, è stato diretto da Gaetano Morbioli.

## Tracce
1. Il rimpianto di te – 3:12 (Giò Sada, Pacifico, Alberto Tafuri)

## Classifiche
| Classifica (2015) | Posizione massima |
| ----------------- | ----------------- |
| Italia            | 6                 |